# Ariake Arena

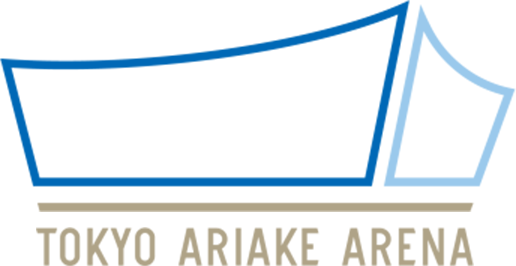

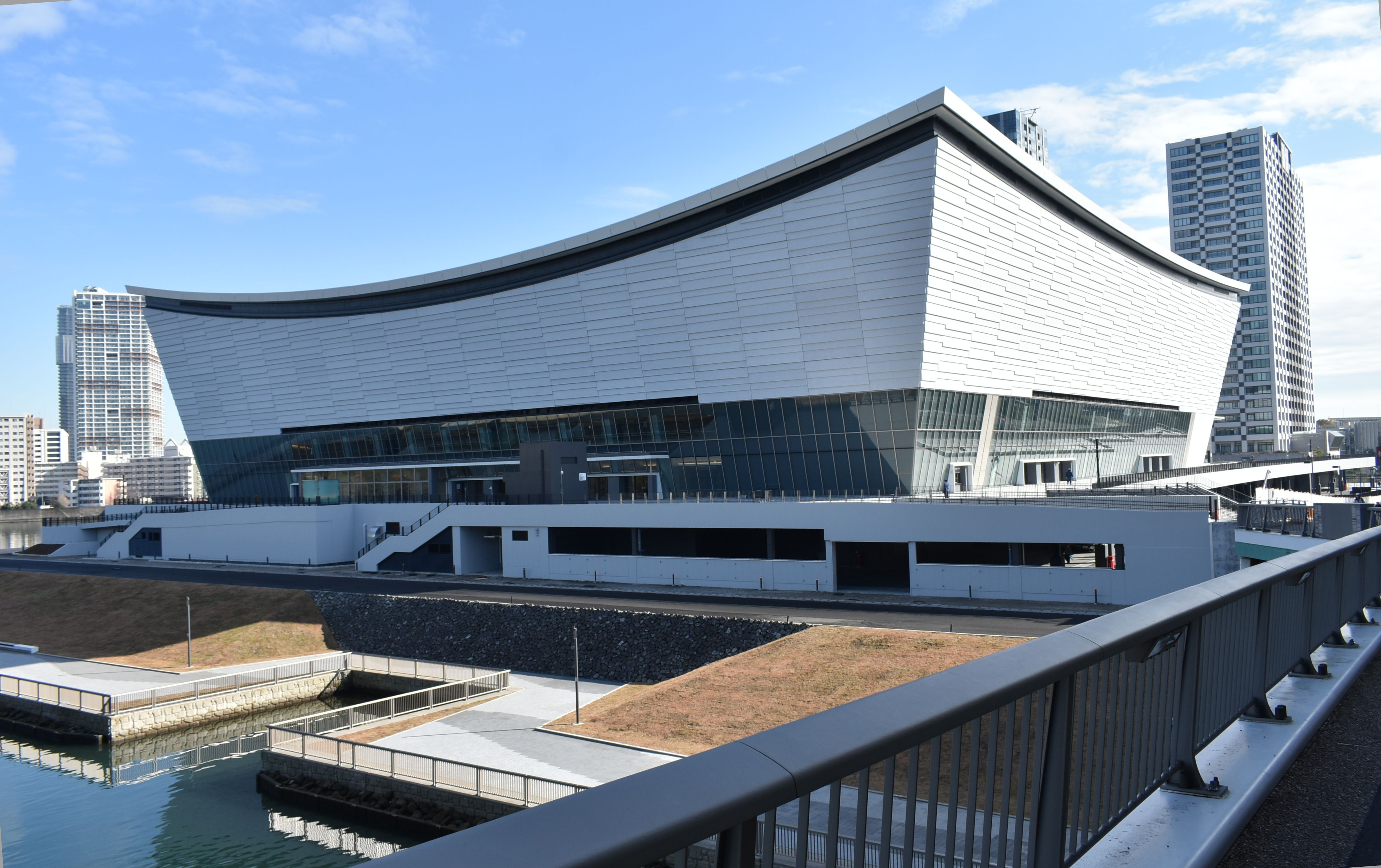
de Ariake Arena in december 2019

De Ariake Arena (Japans: 有明アリーナ) is een evenementenhal in de Japanse hoofdstad Tokio die voor de Olympische Spelen van 2020 gebouwd werd. Het ligt in het stadsdeel Ariake dat deel uit maakt van de wijk Koto. De bouw van de hal met een kostprijs van 35,7 miljard Yen begon in januari 2017 en het complex werd in februari 2020 geopend. Het deed dienst als speellocatie voor het olympisch volleybaltoernooi en biedt plaats aan 15.000 toeschouwers. Naderhand vond tijdens de Paralympische Spelen het rolstoelbasketbaltoernooi in de Ariake Arena plaats. De kosten van de bouw werden geraamd op 35,7 miljard yen.